# Friedrich Dreyer (Uhrmacher)
Friedrich Dreyer (* 7. November 1822 in Rehna; † 20. November 1902 in Schwerin) war ein deutscher Hof-Uhrmacher.

## Leben
Friedrich Dreyer erhielt am 15. Oktober 1858 ein Patent, das ihm zwar den „Charakter als Hofuhrmacher“ in Rehna verlieh, jedoch kein Anrecht auf die bei Hofe vorzunehmenden Arbeiten.
Auf der Internationalen landwirthschaftlichen Ausstellung zu Köln 1865 stellte er eine „Thurmuhr-Maschine, welche das Herabfallen der Gewichte verhindert“, aus.
1871 wechselte Dreyer seinen Wohnort und zog nach Schwerin. Dort wurde er in einer Quelle aus dem Jahr 1884 bereits als „hochbetagt“ bezeichnet.

## Bekannte Werke (Auswahl)
- 19. Jahrhundert: Uhr der Schweriner Paulskirche[4]
- um 1875: Turmuhr für die nach Plänen des Schweriner Baurats Theodor Krüger 1875 in Banzkow eingeweihte Dorfkirche Banzkow[5]
- um 1880: Präzisionspendeluhr; als Exponat im Mecklenburgischen Volkskundemuseum Schwerin-Mueß ausgestellt[2]